# Radad Loukili
Pour les articles homonymes, voir Loukili.
 (juin 2013).
Si vous disposez d'ouvrages ou d'articles de référence ou si vous connaissez des sites web de qualité traitant du thème abordé ici, merci de compléter l'article en donnant les références utiles à sa vérifiabilité et en les liant à la section « Notes et références ».
Radad Loukili est une chanteuse marocaine née le 5 août 1954 .

## Biographie
Elle est la fille du musicien marocain Moulay Ahmed Loukili.
Dans les années 1960, elle commence des cours de solfège au conservatoire. Par la suite elle étudie le piano et le chant.
Elle se lie par la suite à plusieurs jeunes chanteurs de l'époque et ils produisent quelques chansons dans les années 1970. Radad Loukili continue ensuite sa carrière en solo, où elle reprend des chansons de Fayrouz. 
Elle représente le Maroc lors de différents concours et festivals internationaux[Lesquels ?]. En parallèle, elle participe également à des opéras.
Dans les années 1980 elle se focalise de plus en plus sur la chanson marocaine et collaborera avec plusieurs compositeurs et producteurs marocains[Lesquels ?]. Elle fait aussi des chansons pour enfants.
Actuellement professeur de chant au conservatoire national de Rabat, elle participe de temps à autre à des projets musicaux.